# Salviano Guimarães
Salviano Antônio Guimarães Borges ComMM (Goiânia, 23 de abril de 1943) é um arquiteto e político brasileiro. Integrou a Câmara Legislativa do Distrito Federal em sua primeira legislatura, de 1991 a 1995. Foi o primeiro presidente do legislativo distrital.

## Biografia
Graduado em arquitetura pela Universidade de Brasília, Guimarães trabalhou como professor universitário e aposentou-se desta função em 1999. Após se formar, em 1967, foi trabalhar com seu professor Oscar Niemeyer em seus projetos arquitetônicos. Além de Niemeyer, trabalhou com Jaime Lerner, Alcides Rocha Miranda e Athos Bulcão.
Guimarães foi presidente do Conselho de Arquitetura e Urbanismo do Distrito Federal. De 1979 a 1985, foi administrador regional de Planaltina, cargo para ao qual foi designado pelos governadores Aimé Lamaison e José Ornelas.
Na eleição de 1990, Guimarães foi eleito deputado distrital com 4.801 votos. Na época, era filiado ao Partido da Frente Liberal (PFL) e posteriormente migrou para o Partido da Social Democracia Brasileira (PSDB). Como deputado distrital, foi escolhido por seus pares como o primeiro presidente da Câmara Legislativa, derrotando Pedro Celso. Nesta posição, presidiu a constituição da casa, incluindo a elaboração do regimento interno, os debates acerca da Lei Orgânica e o seu primeiro concurso público. Em 1992, como presidente da Câmara Legislativa, Salviano foi admitido pelo presidente Fernando Collor à Ordem do Mérito Militar no grau de Comendador especial.
Após o término de seu mandato como deputado, Guimarães atuou como superintendente do Instituto Brasileiro do Meio Ambiente e dos Recursos Naturais Renováveis (Ibama). Foi demitido do cargo em novembro de 2000 pelo ministro Sarney Filho por ter autorizado o funcionamento de uma madeireira no Parque Nacional de Brasília, afirmação que à época negou.
Na eleição de 2010, Guimarães licenciou-se do PSDB para atuar como cabo eleitoral de Agnelo Queiroz em sua candidatura a governador. No governo Queiroz, foi designado diretor administrativo e financeiro da Companhia de Planejamento do Distrito Federal (Codeplan).